# Bibliothèque de l'Arsenal
Pour les articles homonymes, voir Arsenal (homonymie).
La bibliothèque de l’Arsenal fait partie de la Bibliothèque nationale de France. Elle est située au 1 rue de Sully, dans l’ancien arsenal de Paris fondé par le roi François Ier au XVIe siècle, puis reconstruit par Sully, et élargi par l’architecte Germain Boffrand au XVIIIe siècle, dans le 4e arrondissement, au sein du quartier de l’Arsenal (15e quartier de Paris), en face du Pavillon de l'Arsenal.

## Historique

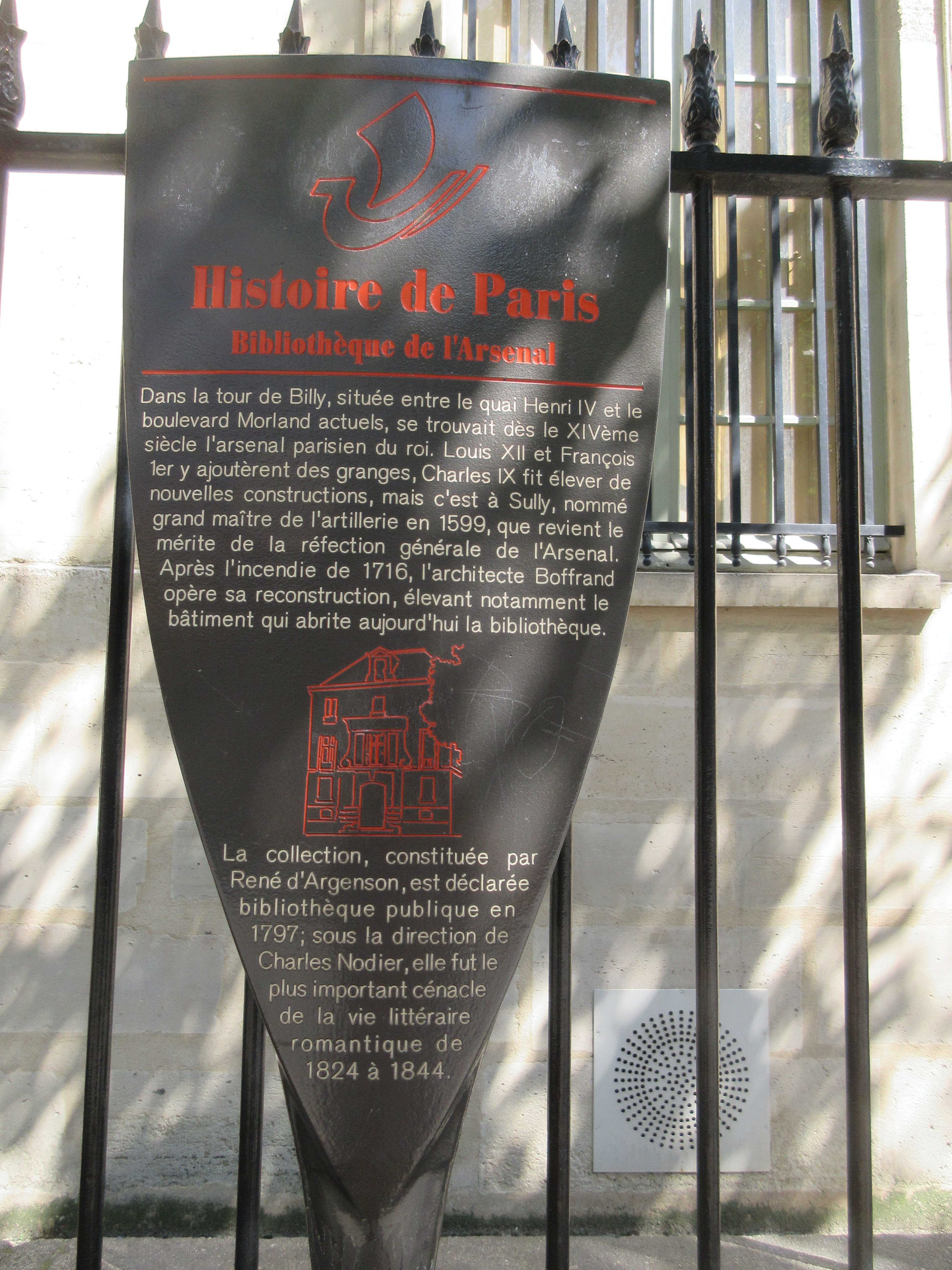
Panneau Histoire de Paris
« Bibliothèque de l'Arsenal ».

### Le logis du grand-maître de l'artillerie à l'Arsenal
Louis XII, préparant la guerre d’Italie, décide en 1512 avec l'accord de la ville de Paris de construire un endroit pour centraliser les dépôts de poudre et de munitions. L’Arsenal se modernise sous Henri II mais connaît surtout un grand éclat au moment où le duc de Sully, nommé grand maître de l'artillerie de France, s’y installe en 1599 dans le grand logis de l'Arsenal. Sous Louis XIII, de beaux appartements aménagés pour le maréchal de la Meilleraye viennent compléter le luxe de ce lieu qui va perdre progressivement sa fonction militaire. L'endroit va également servir de fonderie pour l'ensemble des statues du jardin de Versailles.
Au XVIIIe siècle, peu avant la mort de Louis XIV (1715) est décidée la transformation de l'Arsenal, aux frais du roi, avec notamment la création d'un nouveau corps de logis au goût du jour pour le duc du Maine (1670-1736), fils légitimé du roi et de Madame de Montespan, grand-maître de l'artillerie de France depuis 1694. Le grand logis aménagé en 1600 pour Sully est gardé intact, mais sa grande façade méridionale sera désormais masquée par le nouveau bâtiment, mis en chantier dès 1715 d'après les plans et sous la direction de Germain Boffrand. Faute de moyens financiers, seul le gros œuvre est achevé lorsque meurt, une vingtaine d'années plus tard, en 1736, le duc du Maine qui, n'ayant jamais pu bénéficier du nouveau logis, n'a que très rarement séjourné à l'Arsenal. Le comte d'Eu, son frère, lui succède. Il laisse une partie de ce bâtiment — inachevée, sans portes, ni fenêtres, ni aucun décor intérieur — à la disposition des maçons Destriches, père et fils, qui n'ont pas été payés pour leur travail. Ils y aménagent un logement, à leurs frais. Vers 1745 un architecte nommé Dauphin reçoit également l'autorisation d'y loger, et orne avec un goût remarquable une série de salons dont le décor harmonieux et élégant est toujours en place. D'autres pièces sont attribuées à l'intendant du comte d'Eu, nommé Limanton, auquel succède en 1756 le marquis de Paulmy d'Argenson. La charge de grand maître de l'artillerie ayant été supprimée l'année précédente, ce dernier, désormais chargé d'administrer l'Arsenal est nommé gouverneur de l'Arsenal et bailli d'épée de l'artillerie de France. Il expulsera progressivement les occupants jusqu'à obtenir, en 1765, la mise à sa disposition de l'ensemble des cent quarante et une pièces du premier étage, et trente et une pièces et cabinets au deuxième étage

### La bibliothèque

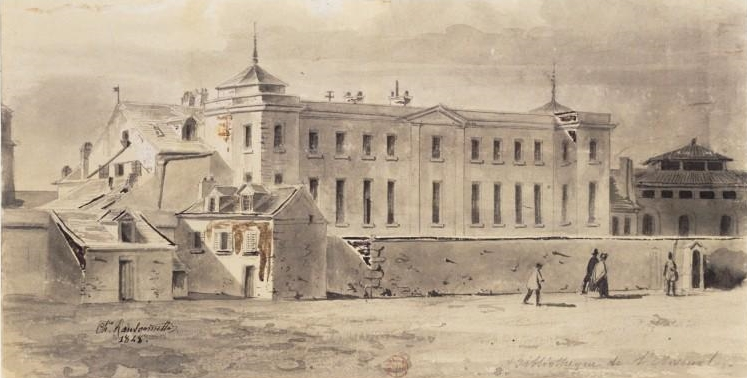
La bibliothèque de l'Arsenal vue du boulevard Morland. Dessin de Charles Ransonnette (1848).

Antoine-René de Voyer de Paulmy d'Argenson (1722-1787), marquis de Paulmy, puis d’Argenson, installé en 1757 dans la résidence du grand maître de l’artillerie, au cœur de l’ancien arsenal de Paris, possédait une riche collection personnelle, notamment de manuscrits médiévaux et d’estampes va constituer une vaste bibliothèque. En 1786, il avait également fait l’acquisition de la collection du duc de La Vallière et, de son vivant, voulut que les savants eussent toute liberté de venir profiter de ses richesses. Ambitionnant de faire de l’Arsenal une seconde Bibliothèque royale, il la revendit en entier, en 1785, au comte d’Artois. Ainsi, le roi avait sa bibliothèque, qui était publique, et avec laquelle aucune autre assurément ne pourrait rivaliser pour le nombre et l’importance des volumes mais, grâce à ces dispositions, le frère du roi aurait aussi sa bibliothèque, qui, comme l’autre, serait publique. L'abbé de Vauxcelles, déjà au service du prince, assura l'administration de cette collection.

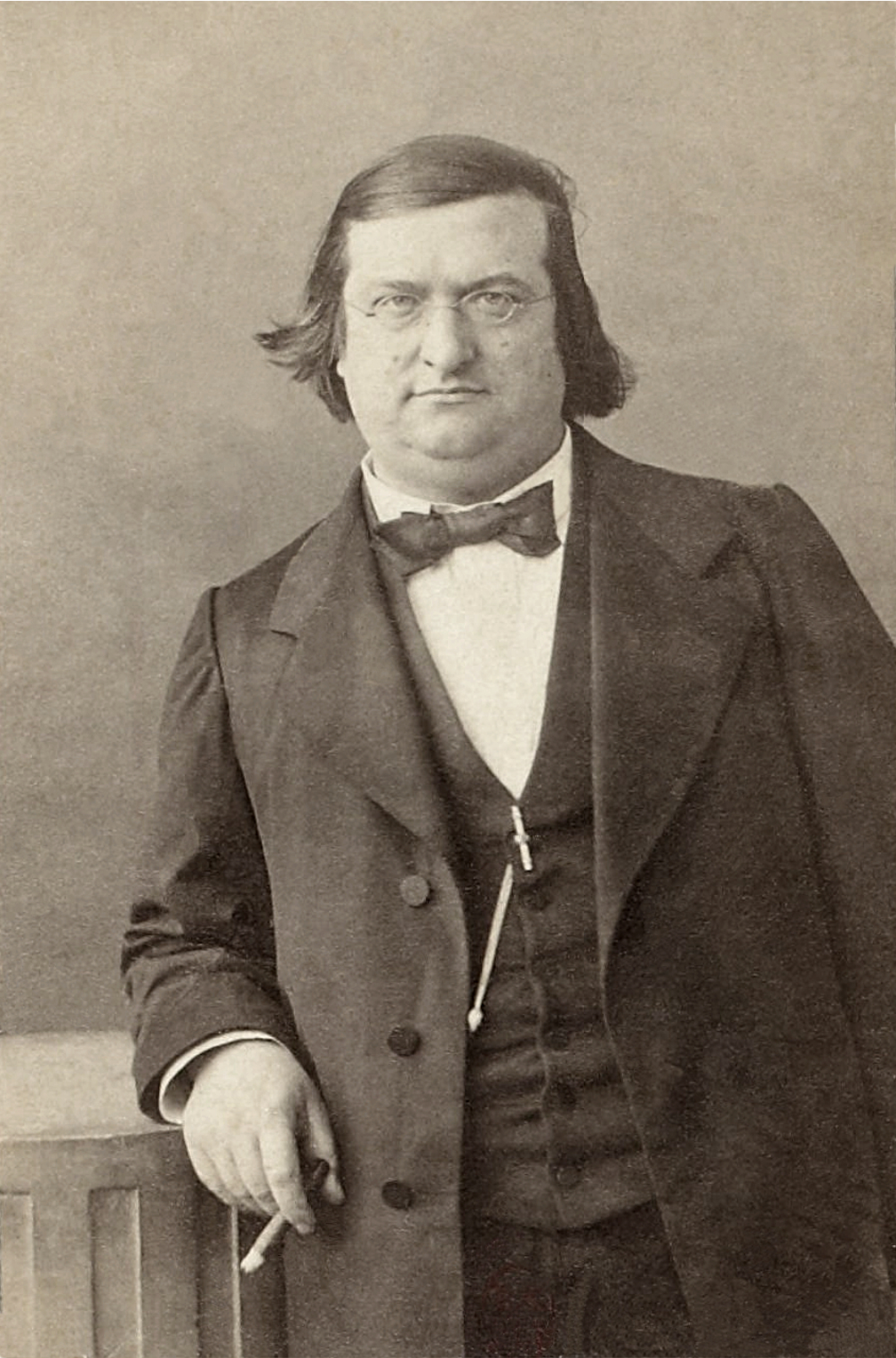
Louis Ulbach, dit Ferragus, qui fut bibliothécaire à l'Arsenal, et y mourut en 1889.

À la Révolution, le peuple se porta en foule à l’Arsenal pour la détruire lorsqu’il apprit, le jour de la Bastille, qu’il y existait une bibliothèque appartenant au comte d’Artois. Ne sachant comment résister à un pareil assaut, le bibliothécaire ordonna au Suisse de changer de livrée et de prendre l’habit de la maison du Roi. Lorsque le Suisse ouvrit la porte, le peuple se retira, à la vue de la livrée du Roi, en croyant s’être trompé. Les décrets des 27 juillet et 2 septembre 1792 (prononçant la confiscation et la vente au profil de la nation de tous les biens mobiliers et immobiliers des personnes ayant quitté la France et servant dans les armées ennemies) firent du dépôt de livres de l’Arsenal un bien national, qui forma, dès lors, le huitième « dépôt national littéraire » de Paris. On y déposa les archives de la Bastille et de nombreuses œuvres de qualité provenant des grandes abbayes parisiennes. Le 9 floréal an V (28 avril 1797), elle fut ouverte au public. Hubert-Pascal Ameilhon en devient le premier bibliothécaire, durant quatorze ans.
Redécouverte à partir de 1824 par Charles Nodier, qui en fut le bibliothécaire jusqu'en 1844, sa notoriété ne cessa de croître, notamment grâce au Cénacle dont elle constitua le quartier général, ainsi que son fonds, enrichi par l’obligation du dépôt légal en 1841.
En 1848, Adam Mickiewicz est remplacé au poste d'administrateur par Paul-Mathieu Laurent.  
Fin du XIXe siècle, les collections furent de plus en plus orientées vers la littérature, en particulier le théâtre sous l'administration d'Édouard Thierry, avec l'arrivée de José-Maria de Heredia (de 1901 à 1905) puis de Paul Cottin. C'est ainsi qu'en 1925 elle accueille la riche collection Rondel consacrée aux arts de la scène et aux débuts du cinéma. En 1934, elle est rattachée à la Réunion des bibliothèques nationales, puis devient en 1977 un département de la Bibliothèque nationale (Bibliothèque nationale de France depuis 1994). Le fonds Rondel, accru par d'autres collections sur le théâtre et les arts de la scène, ayant pris de l'importance, est créé en 1976 un département des arts du spectacle. Les collections correspondantes demeurent à l'Arsenal jusqu'en 2004, date à laquelle le département rejoint le site Richelieu.

## La bibliothèque de l’Arsenal aujourd’hui
La bibliothèque de l'Arsenal possède aujourd’hui plus d'un million de documents (dont 150 000 volumes datant d’avant 1880, comprenant une collection de 1 623 incunables), un peu plus de 15 000 manuscrits, 100 000 estampes, et 3 000 cartes et plans. Elle est riche de plus de 150 000 titres de périodiques clos et de quelque 250 revues vivantes. Sa politique d’acquisitions se concentre sur la littérature française du XVIe au XIXe siècle, les publications en rapport avec les archives et les fonds déjà en place, la bibliophilie, l’histoire du livre et la reliure, ainsi que l’histoire de l’Arsenal lui-même et de ses occupants.
La bibliothèque est classée monument historique en 2003.

## Les grands fonds

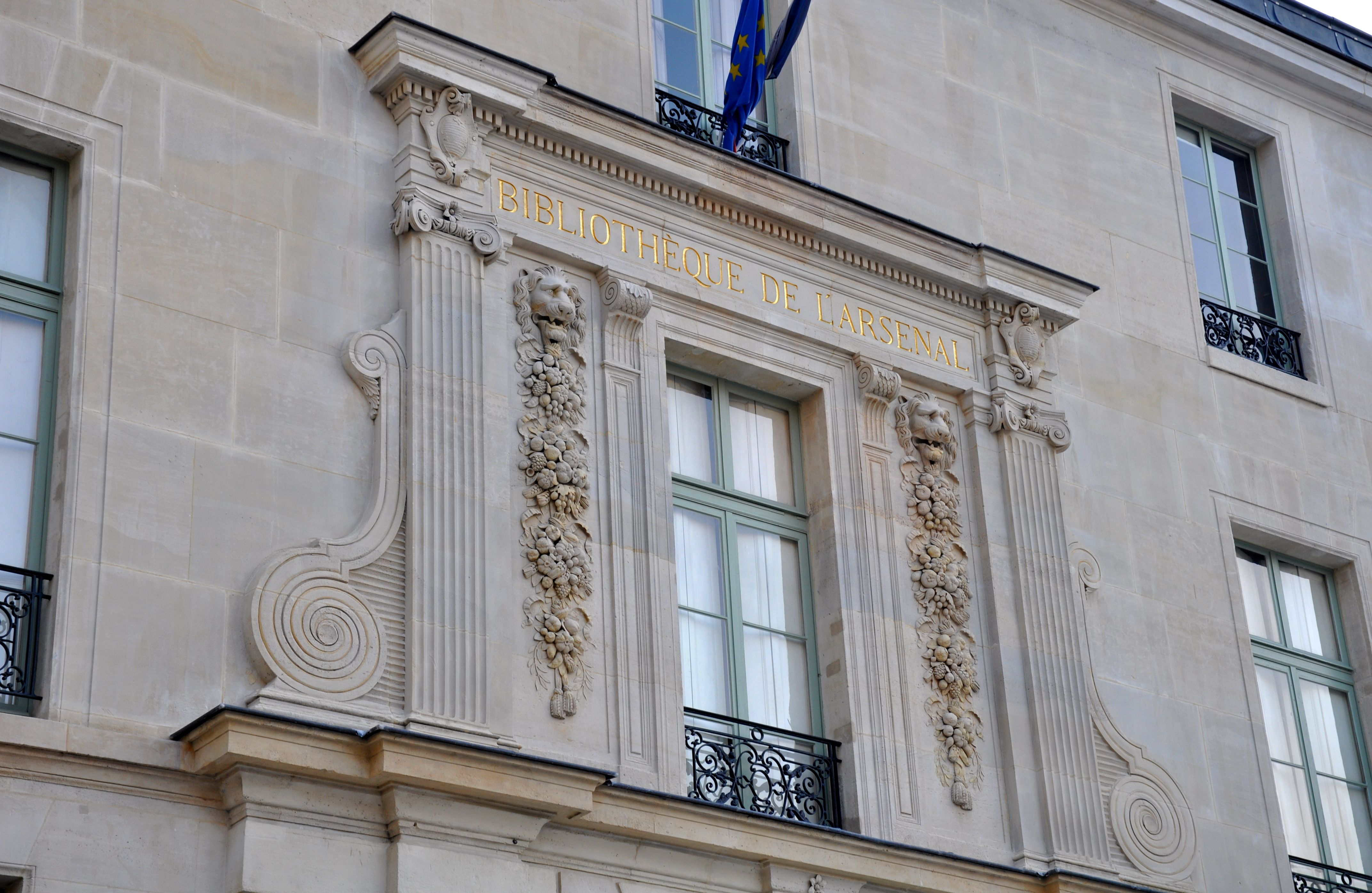
Façade (détail) de la bibliothèque de l'Arsenal.

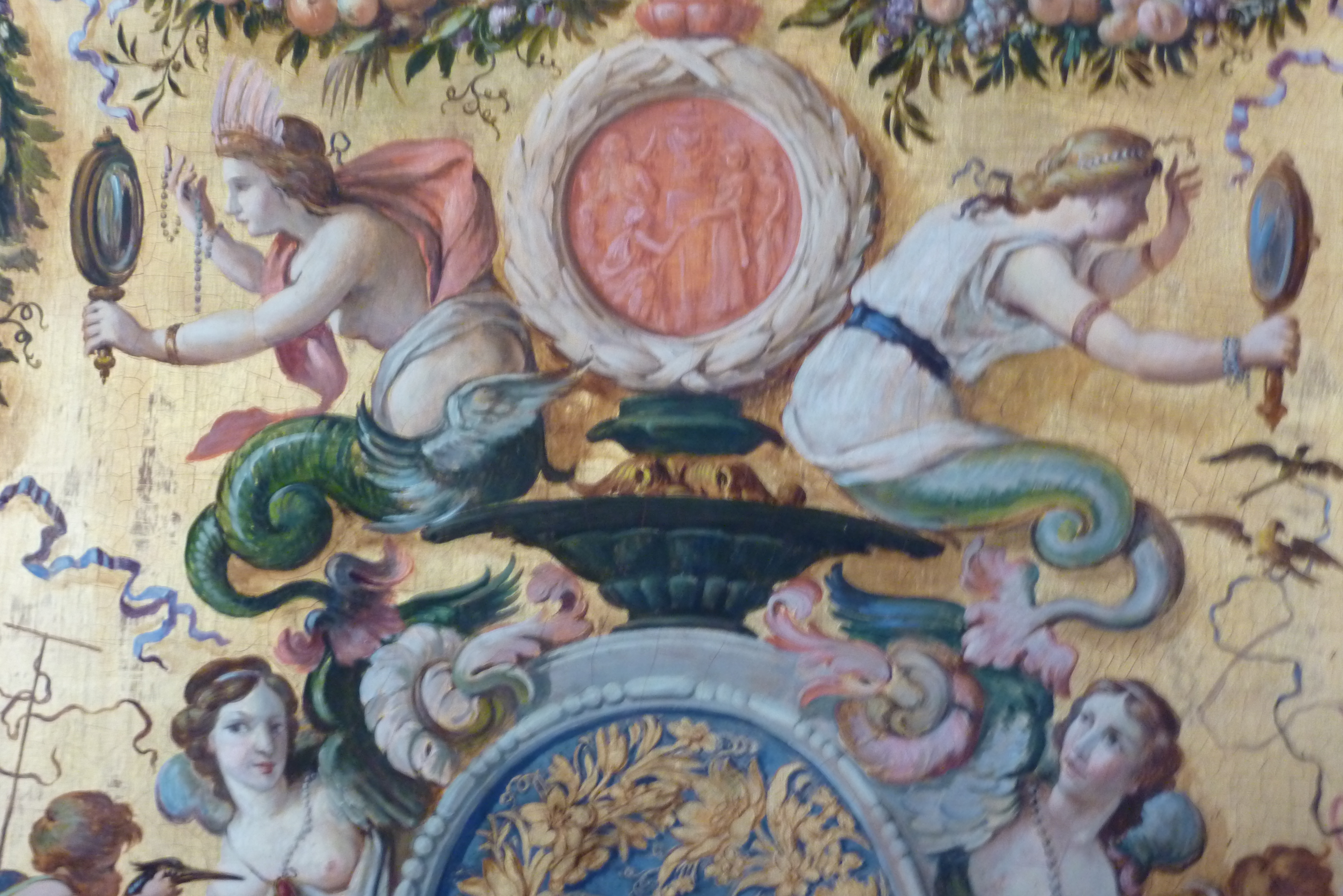
Intérieur de la bibliothèque de l'Arsenal.

- Archives de la Bastille : datant de 1660, elles comprennent les registres d’écrou des détenus (y compris ceux du marquis de Sade et d’autres prisonniers célèbres), les archives de la Lieutenance de police de Paris, de la Chambre de l’Arsenal et de la Chambre du Châtelet, les documents privés des dirigeants de la Bastille, et une partie des papiers de la famille royale.
- Fonds Prosper Enfantin : le disciple du saint-simonien Prosper Enfantin, Paul Mathieu Laurent, dit « Laurent de l’Ardèche », qui fut administrateur de la bibliothèque de 1853 à 1871, procéda à l’acquisition, en 1865, des documents de son maitre, qui constituent une riche source pour l’histoire du saint-simonisme.
- Fonds Lambert : en 1969, Pierre Lambert, un libraire qui avait consacré sa vie à collectionner des objets liés à l’écrivain Joris-Karl Huysmans, a légué sa collection à la bibliothèque. Elle comprend des manuscrits, lettres, œuvres ayant appartenu à Huysmans, et des éditions originales de ses œuvres.
- Fonds Louis-Sébastien Mercier : en 1967, l’Arsenal a acquis les papiers de Louis-Sébastien Mercier, surtout connu pour ses descriptions de Paris, et qui a eu une grande influence sur l’évolution du théâtre et en particulier sur le drame réaliste. Le fonds comprend des documents biographiques et la correspondance, des articles, des notes, des manuscrits du Nouveau Paris, ses pièces de théâtre et ses œuvres poétiques et philosophiques.
- Fonds Lacroix : Paul Lacroix, dit « le Bibliophile Jacob », a travaillé plusieurs années à l’Arsenal. Après sa mort en 1884, la bibliothèque a acquis la plupart de ses papiers personnels, y compris sa collection d’autographes, contenus dans des lettres d’écrivains, de musiciens et des philosophes précédant et pendant l’époque de Lacroix.
- Fonds Péladan : en 1936, l’Arsenal a acquis tous les papiers de Joséphin Peladan, un écrivain spiritualiste fasciné par les sciences occultes qui fonda sa propre église en 1891. La bibliothèque est particulièrement riche en documents occultes, notamment avec les manuscrits originaux de Le livre d'Abramelin le Mage et le Livre de Pénitence d'Adam.

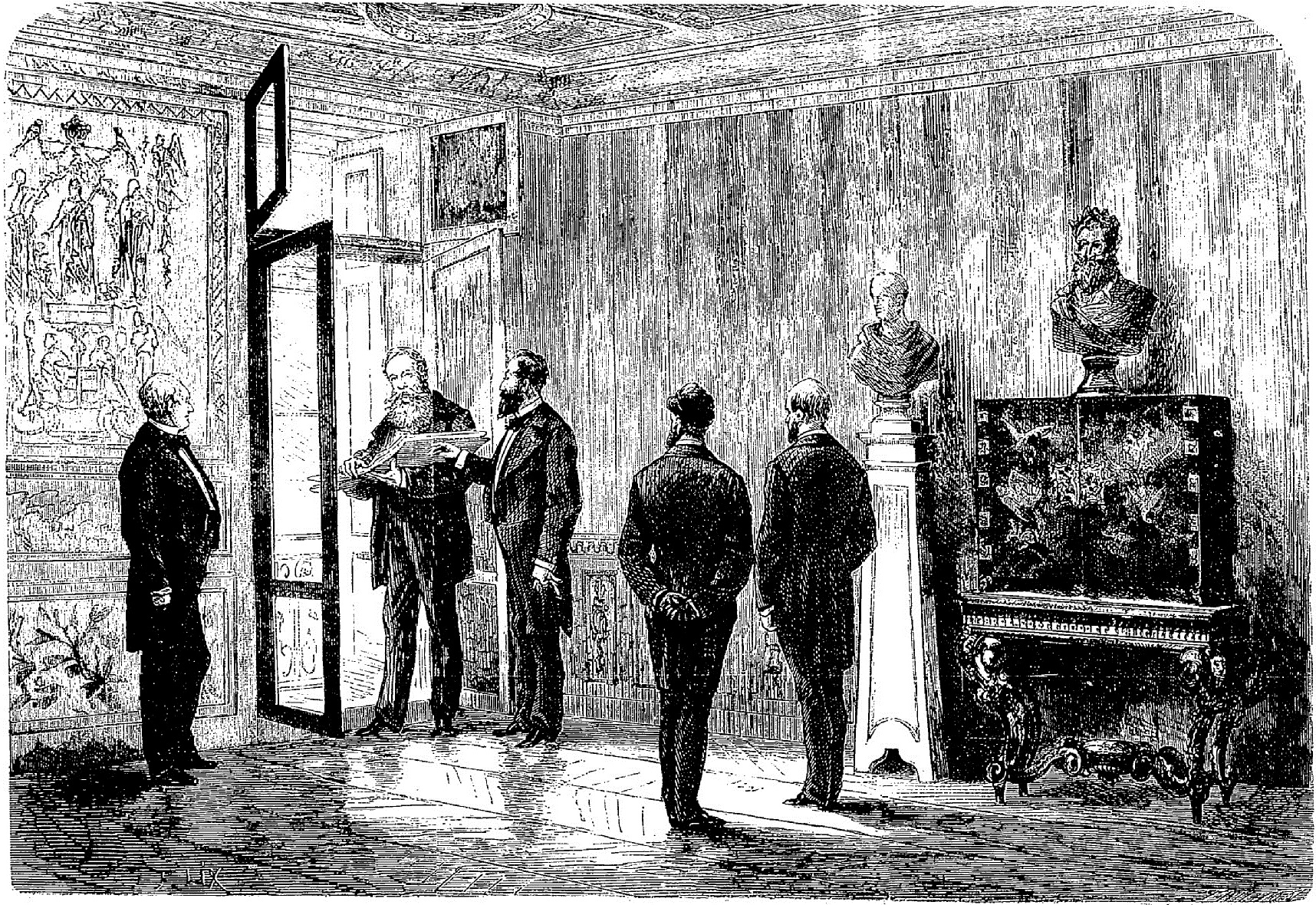
Pedro II, l'empereur de Brésil, visitant la bibliothèque de l'Arsenal (L'Univers illustré, Levy (Paris), nº 879, 27 janvier 1872).

- Fonds José-Maria de Heredia : les filles du poète José María de Heredia, qui fut bibliothécaire de l’Arsenal de 1901 jusqu’à sa mort en 1905, ont fait don à la bibliothèque d’un fonds de portraits, de manuscrits, d’œuvres et de lettres concernant leur père et elles-mêmes. L’une d’elles, Marie de Régnier, a légué sa bibliothèque de l’Arsenal, qui est également très riche en éléments liés à l’écrivain Pierre Louÿs, qui était le gendre de Heredia.
- Fonds Georges Douay : l’homme du monde, amateur de théâtre, et compositeur de chansons et d’opérettes, Georges Douay, a légué à l’Arsenal en 1919 le fonds (principalement d’imprimés) sur le théâtre français du XVIe au début du XXe siècle, qu’il avait rassemblé.
- Archives Parlementaires : les imprimés officiels de l’Assemblée nationale à partir de 1789.
- Affiches : la collection de gravures contient des portraits, de nombreuses caricatures de la Révolution et la Restauration, une série de topographiques de plans et de vues de villes et de grandes séries des écoles italiennes, allemandes et anglaises du XVIIIe siècle acquises par Paulmy cours de ses voyages dans toute l’Europe.
- Cartes et plans : Paulmy acquis une série des plans de reconnaissance militaires réalisées pour son oncle, le comte d’Argenson, qui était ministre de la guerre.
- Musique : la collection de manuscrits et de solfège de l’Arsenal provient presque exclusivement du XVIIIe siècle, à l’exception de quelques manuscrits médiévaux. La plupart de la collection de musique a été collectée par Paulmy.

## Conservation en chef - administration
- 1787-1792 : Simon-Jérôme Bourlet de Vauxcelles
- 1797-1811 : Hubert-Pascal Ameilhon
- 1811-1818 : Joseph Treneuil
- 1818-1823 : Jean-Baptiste Grosier
- 1824-1844 : Charles Nodier
- 1844-1848 : Charles Caÿx
- 1848-1853 : Pierre-Ange Vieillard
- 1853-1871 : Paul-Mathieu Laurent
- 1871-1888 : Édouard Thierry
- 1888-1889 : Georges Robertet
- 1889-1901 : Henri de Bornier
- 1901-1905 : José-Maria de Heredia
- 1906-1923 : Paul Cottin ; Henry-Marie-Radegonde Martin[5]
- 1923-1935 : Louis Batiffol
- 1935-1959 : Frantz Calot
- 1961-1980 : Jacques Guignard
- 1982-1997 : Jean-Claude Garreta
- 1998-2016 : Bruno Blasselle
- depuis 2016 : Olivier Bosc